# Lyctus americanus
Lyctus americanus là một loài bọ cánh cứng trong họ Bostrichidae. Loài này được Dejean miêu tả khoa học năm 1833.